# Рихо Сакамото
Рихо Сакамото (јап. 坂本 理保; 7. јул 1992) јапанска је фудбалерка.

## Репрезентација
За репрезентацију Јапана дебитовала је 2017. године.

## Статистика
| Јапан  | Јапан | Јапан |
| Год.   | Ута.  | Гол.  |
| ------ | ----- | ----- |
| 2017   | 1     | 0     |
| Укупно | 1     | 0     |